# Nélson Pereira
Nélson Alexandre Gomes Pereira (ur. 20 października 1975 w Torres Vedras) – portugalski piłkarz występujący na pozycji bramkarza.

## Kariera klubowa
Nélson Pereira zawodową karierę rozpoczynał w 1994 roku w klubie ze swojego rodzinnego miasta – Torreense. Latem 1997 roku podpisał kontrakt ze Sportingiem CP, gdzie grał przez kolejne dziewięć sezonów. W ich trakcie pełnił rolę rezerwowego dla takich zawodników jak Belg Filip De Wilde, Duńczyk Peter Schmeichel oraz Portugalczyk Ricardo. Razem ze Sportingiem Nélson Pereira w 2000 i 2002 roku sięgnął po tytuł mistrza kraju oraz zdobył krajowy superpuchar, a w 2002 roku wywalczył także puchar Portugalii. W 2005 roku z ekipą „Lwów” dotarł natomiast do finału Pucharu UEFA, w którym lepsza okazała się jednak CSKA Moskwa.
W sezonie 2006/2007 Nélson Pereira reprezentował już barwy Vitórii Setúbal, z którą zajął czternaste miejsce w rozgrywkach BWIN Ligi. Działacze Vitórii nie wypłacili mu jednak zaległych wynagrodzeń, dlatego też w 2007 roku portugalski bramkarz postanowił zmienić klub i ostatecznie przeniósł się do Estreli Amadora. W debiutanckim sezonie w nowej drużynie rozegrał 26 meczów i razem z zespołem uplasował się na trzynastej pozycji w ligowej tabeli. W sezonie 2008/2009 Estrela spadła do drugiej ligi, a Pereira odszedł do CF Os Belenenses. W 2010 zakończył w nim swoją karierę.

## Kariera reprezentacyjna
W reprezentacji Portugalii Nélson Pereira zadebiutował w 2002 roku. W tym samym roku António Oliveira powołał go do 23–osobowej kadry na mistrzostwa świata. Na mundialu Portugalczycy zajęli trzecie miejsce w swojej grupie i odpadli z turnieju. Na imprezie tej Nélson po Vítorze Baíi oraz Ricardo był trzecim bramkarzem „Selecção das Quinas"